# Клуб за подкрепа на гласността и преустройството
Клубът за подкрепа на гласността и преустройството, заедно с Обществения комитет за екологична защита на Русе, е от първите дисидентски организации в Народна република България.
Учреден на 3 ноември 1988 г. в 65-а аудитория на Софийския университет. Инициатор на проекта е Желю Желев, който още от 1986 – 1987 г. работи по подготовката на Клуба, като намира подкрепа в противници на тоталитарната система като Искра Панова (набира привърженици успоредно с Желев), Евгения Иванова, Антонина Желязкова, Георги Мишев, Марко Ганчев, Радой Ралин, Петко Симеонов, Невена Стефанова, Блага Димитрова, Мария Бойкикева, професор Николай Василев, Христо Радевски, академик Кирил Василев, кинорежисьора Дучо Мундров, изявения български физикохимик Алексей Шелудко. Мнозина от учредителите (общо 80 души, като на самото учредяване се присъединяват още 40) са членове на БКП, а някои и активни борци против фашизма и капитализма като Чавдар Кюранов, Брайко Кофарджиев, Борис Спасов и др.
През септември 1988 г. Желев подготвя Програмната декларация. През октомври в Чуйпетлово тя се прочита и обсъжда, за секретарки на Клуба се избират Евгения Иванова и Росица Антонова и се определя, че председателите ще ръководят на ротационен принцип. На 3 ноември се приема Учредителната (програмната) декларация, избира се Управителен съвет, полагат се принципите на функциониране на Клуба и се прочита списъкът на учредителите. Учредителната декларация се изпраща до ЦК на БКП, творческите съюзи и средствата за масова информация.
Първият председател на ротационен принцип на Клуба за подкрепа на гласността и преустройството е Мария Бойкикева. По уговорка всеки трябва да председателства по азбучен ред на фамилните имена, за по два месеца.
Основната дейност на Клуба се състои в приемането и разгласяването на декларации и становища по общополитически въпроси, в които рязко се критикува властта на Тодор Живков. Клубът, заедно с другите неформали, застава в защита на правата на българските мюсюлмани и се обявява против така наречения Възродителен процес. Членовете на Клуба проявяват голяма активност по западните радиостанции, като особен отзвук имат есетата на Блага Димитрова и Марко Ганчев.
Клубът се състои от 6 секции, които се занимават с открояващите се обществени проблеми в социалистическа България: икономическото състояние; човешките права и гражданските свободи; демографските проблеми; екологията; проблемите на българската култура; нерешените проблеми на българската история.

## Председател Мария Бойкикева (ноември-декември 1988 г.)
Дни след учредяването на Клуба за подкрепа на гласността и преустройството започва откритото следене на Бойкикева. ЦК на БКП обсъжда Клуба и се опитва да окаже натиск на членовете му чрез използване на различни способи.
- 8 ноември – Клубът изпраща поздравителна телеграма до Михаил Горбачов
- 10 ноември – Първо заседание на Управителния съвет в дома на Невена Стефанова.
- 16 декември – При заседание на Управителния съвет в жилището на Евгения Иванова и Георги Величков са арестувани Мария Бойкикева, Невена Стефанова, Евгения Иванова, Желю Желев, Борис Спасов (от ръководството), Деян Кюранов (член) и Лъчезар Кунчев (не е член). Извършен е обиск и са конфискувани материали на Клуба. Осъществяват се редица репресивни мерки срещу членовете.
- Края на декември – Блага Димитрова съобщава за Клуба в интервю, което се разпространява на Запад.

## Председател Николай Василев (януари-май 1989 г.)
- 2 януари – Пред френския журналист Шевалериа Желев разказва за задачите на Клуба и политическата ситуация в България.
- 11 януари – „Работническо дело“ публикува Указ 56 (има за задача да имплантира т.нар. фирмена организация във все още доминираната от централното планиране българска икономика).
- Януари – Клуба прави изявление относно посещението на Франсоа Митеран в България, като гледа на това посещение като на важна стъпка по пътя на разведряването и сближаването на страните от Източна и Западна Европа.
- 19 януари – Митеран дава закуска във Френското посолство в София на 12 български дисиденти, част от които са членове на клуба: Блага Димитрова, Желю Желев, Николай Василев, Радой Ралин, Копринка Червенкова, Алексей Шелудко, Стефан Продев.
- 6 февруари – Изпраща се протестно писмо до Тодор Живков във връзка с гладната стачка, обявена от поета Петър Манолов, чиито ръкописи са иззети от милицията. Причината е, че е секретар на учреденото през 1988 г. Дружество за правата на човека.
- 8 февруари – Учредява се синдикатът „Подкрепа“, в Пловдив.
- 20 февруари – Ръководството на Клуба разпространява до членовете втора информация за дейността му, където настоява да бъдат снети всички наказания, да бъдат прекратени репресивните мерки, да бъдат свободно публикувани Програмната декларация и другите документи и съобщения на Клуба, за да се създадат нормални условия за пълноценната работа на Клуба.
- 27 февруари – Започва регистрирането на фирмите по Указ 56.
- 15 март – Разпространява се декларация за отношението на Клуба към останалите неформални организации.
- 17 март – Заседание на Политбюрото. Живков засяга въпроса за отношението към Клуба като опозиция. В партийните организации в цялата страна започва кампания против членовете на Клуба, за които се пускат умишлено лъжи. Това е в периода преди и след 10 ноември.
- 11 април – Учредява се Екогласност, в дома на Александър Каракачанов.
- 24 април – Разпространява се декларация, в която властите се призовават към диалог.
- Началото на май – От чужбина се прави разделение на населението в България на три категории: демократично настроени българи, турци, помаци. На събрание на Политбюрото, Тодор Живков обяснява как на предстоящи митинги и събрания публично ще обяви членовете на Клуба за подкрепа на гласността и преустройството за предатели и демагози.
- 5 май – подготвено е обръщение до сесията на Народното събрание в него се настоява за окончателен отказ от тоталитаризъм и отстояване принципите на либералната демокрация. Поради тази причина Държавна сигурност извършва най-мащабната си акция срещу членове на Клуба, множество са арестувани, други са обискирани. При тази акция са иззети материали на Клуба и лични документи.
- 17 май – Турция дава старт на една от най-мащабните си пропагандни акции срещу България, причината е положението на турското малцинство в страната. България попада в тежка международна изолация.
- 18 май – До органите за сигурност са подадени сигнали (един от Шумен и три от Разград), че на следващия ден ще има „нещо“.
- 19 – 27 май – В районите със смесено население започват митинги, демонстрации и размирици на тюркоезични българи. Те излизат с лозунги „Да живее Горбачов“ и други подобни, всички са в духа на преустройството. На демонстрациите има сблъсъци на населението с органите на реда. Има арестувани, ранени, дори жертви.
- 22 май – Петър Танчев, лидер на казионното БЗНС, дава интервю във в. „Работническо дело“. Заглавието е „БЗНС поема своята отговорност в преустройството“. Нарастват надеждите в БЗНС, че е възможно преминаването към многопартийна демокрация да стане с независимата роля на БЗНС в политическия живот.
- 24 май – Месут Йелмаз, министър на външните работи на Турция, обявява, че ще постави въпроса за отношението към турското малцинство в България пред конференцията в Париж.
- 29 май – Тодор Живков прави изявление, че границите са отворени и всички, които искат да се изселят в Турция, могат да заминат.
- 30 май – 2 юни – Представители на Клуба за подкрепа на гласността и преустройството присъстват на Парижката конференция „Свободата на духа“. Там са Блага Димитрова, Копринка Червенкова, Петко Симеонов. Месут Йелмаз поставя въпроса за турците в България като важен проблем за решаване.
- 30 май – 10 юни – След като границите са отворени, напускат България 100 хиляди души, издадени са 150 хиляди паспорта, 250 хиляди са подадените молби за паспорти, изтеглени са 400 милиона лева от ДСК.
- 31 май – Митинг в София под лозунга „Съд за родоотстъпниците и предателите“. Подобни митинги се провеждат (31 май, 1 и 2 юни) във всички големи градове. Негодува се срещу Клуба за подкрепа на гласността и преустройството. Следващите месеци членовете на Клуба и техните семейства са в изолация и към тях настроенията са враждебни. Николай Василев и Борис Спасов пишат протестни писма. Те са предизвикани от речите на митингите.

## Председател Георги Величков (юни – юли 1989 г.)
- Юни – Институтът по култура е закрит с решение на Министерския съвет и всички са уволнени. Създава се нов институт, където започва преназначаване. Членовете на Клуба (Желю Желев, Иван Джаджев и Евгения Иванова) отпадат.
- 22 юни – Антонина Желязкова представя по радио „Свободна Европа“ и „Дойче веле“ своето протестното писмо за Възродителния процес. Информацията е за 182 хиляди изселници.
- 27 юни – На Запад се разпространява писмото на Невена Стефанова против Възродителния процес.
- 28 юни – Декларация за пропагандната кампания на властта против Клуба.
- Юли – Клубът прави оценка на политическото и икономическото състояние на страната, оказва категорична подкрепа на българските турци. Членовете на Клуба наброяват 150 души, до падането на Живков стават близо 300.
- 7 юли – В Букурещ се провежда съвещание на Политическия консултативен съвет на Варшавския договор.
- 10 юли – Управителният съвет на Клуба разисква въпроси, свързани с Николай Колев-Босия, отец Христофор, Антон Запрянов, Тодор Гагалов, Хасан Бялков, Константин Тренчев, Янко Янков, Коци Иванов, нечленове на Клуба, но преследвани от властите. Друга тема са арестите сред българските турци, провеждат се разговори с влиятелни лица, събират се пари за подпомагане.
- 10 – 15 юли – Отбелязват се 100 години от Втория интернационал, от него води началото си Социнтернът.
- 18 юли – Пред Народното събрание Блага Димитрова депозира изявлението на Клуба за подкрепа на гласността и преустройството по повод правата на българските турци и Голямата екскурзия.
- Края на юли – в българските медии вече открито се говори за многопартийната система в Унгария.

## Председател Иван Джаджев (август – средата на ноември 1989 г.)
- Август – Управителният съвет на Клуба се разединява около идеята за дискусионен клуб (Искра Панова, Чавдар Кюранов, Николай Василев) или политическа организация (Желю Желев, Петко Симеонов). В медиите се говори за промените в Полша, Литва, Латвия и Естония.
- 21 август – Изселниците в Турция вече са над 300 хиляди души. През октомври и ноември над 150 хиляди от тях се завръщат отново в България.
- Септември – Обединение на неформалните граждански организации в обща организация, излиза първата книжка на списанието на Георги Стоев „Промяна“, членовете на Клуба продължават да подкрепят промените.
- 13 септември – Разрешава се поставянето на спътникова телевизионна антена, за която трябва се да плаща такса 12 лева. Това преди тази дата е забранено.
- 19 септември – В „Работническо дело“ за първи път официално се говори за бъдещето на Съветския съюз. На събрание на ООН външният министър на СССР Шеварнадзе, който е и важна фигура в перестройката, дава знак, че страната изоставя „класово-партийния подход“ – идейния инструмент в практиката на тоталитарния комунизъм.
- 13 октомври – В България идва Румяна Узунова, която е първият политически емигрант. Тя има официално разрешение да пребивава в страната като чужд гражданин.
- 16 октомври – 3 ноември – Провежда се европейска екологична среща в София.
- 20 и 27 октомври, 1 ноември – Провеждат се публични събрания на Екогласност в кино „Петър Берон“. Петко Симеонов прави изказване относно скриването на истината от страна на партията за аварията в Чернобил и последствията от нея.
- 2 ноември – В кино „Петър Берон“ се провежда първото публично събрание на Клуба, на тема „Екология и демокрация“. На него се приема „Харта’89“ за опазване на българското природно наследство. Това събрание има голям ефект. В следващите дни се подават десетки молби за членство в Клуба.
- 3 ноември – Пред Народното събрание има шествие за връчване на подписка на Екогласност по проекта „Рила-Места“. БКП се подготвя да отвърне, като изпрати по райони избрани хора, които да се смесят с тях и да ги изтласкат от площада.
- 9 ноември – Пада Берлинската стена – символ на системата.
- 10 ноември – Тодор Живков е свален на пленум на ЦК на БКП.
- 11 ноември – В редакцията на „Социологически преглед“ Управителният съвет на Клуба приема декларация в подкрепа на решението за освобождаване на Тодор Живков. Клубът изпраща писмо до Петър Младенов, в което изразява готовност за диалог при осъществяването на демократични промени в страната.
- 13 ноември – В дома на Николай Хайтов се провежда среща на представителите на неформалните организации с Луканов. Срещата е организирана от Блага Димитрова и там присъстват: Анжел Вагенщайн, Блага Димитрова, Валери Петров, Деян Кюранов, Едвин Сугарев, Желю Желев, Йордан Василев, Марко Ганчев, Петко Симеонов, Петър Берон, Стефан Продев, Тончо Жечев, Николай Хайтов.
- 17 ноември – В библиотеката на Историческия факултет неформалите се обединяват и създават СДС. На разговорите присъстват николапетковистите, социалдемократите и Екогласност. Идеите, които обединяват СДС, са: свобода, закон, демокрация, единение с Европа, против двуполюсното противопоставяне.
- 18 ноември – Клубът е съорганизатор на първия митинг. Първата реч на митинга е изнесена от член на Клуба. Митингът, смяната на Живков, процесите в Източна Европа стимулират общото раздвижване на различни организации в цялата страна.

## Председател Желю Желев (средата на ноември – средата на декември 1989 г.)
- 1 и 2 декември – Провежда се първото организационно събрание, когато Клубът може да се събере свободно. Приемат се две резолюции – радикална[1]

и компромисна, които имат за цел да определят бъдещото развитие на Клуба.
- 4 декември – В Москва Горбачов събира ръководителите на социалистическите страни. Там ги информира за разговорите си с Джордж Хърбърт Уокър Буш в Малта и официално съобщава, че комунизмът свършва.
- 7 декември – Управителният съвет на Клуба заседава в зала на Института по социология (в мазето). Там се решава Клубът да стане съучредител на СДС, членовете търсят сметка от Желев защо е станал председател на СДС, преди Управителният съвет да е взел решение. Избират се представители на Клуба в Координационния съвет. Това са Чавдар Кюранов, който води противниците на СДС, и Петко Симеонов, който подкрепя СДС.
- 10 декември – Клубът е съорганизатор на втори митинг, който е по случай 41-вата годишнина от подписването на Всеобщата декларация за правата на човека. Митингът се води от Петко Симеонов, член. Приема се резолюция[1], която представлява редактирана версия на резолюцията на Клуба от събранието на 1 и 2 декември.

## Председател Петко Симеонов (от средата на декември 1989 г.)
- 16 декември – В София се провежда шествие в памет на Трайчо Костов. организирано от Клуба. Слово произнася Стефан Продев.
- 22 декември – Дискусия, организирана от Клуба в 272 аудитория на Софийския университет. Темата е: „Пътища за преминаване към пазарна икономика“. Докладчик е проф. Георги Петров, а негов опонент – проф. Иван Ангелов.

## Промените за Клуба през 1990 година
- Януари – активизират се членовете на Клуба, които остават в БКП и са против членството на Клуба в СДС. Те организират фракцията Алтернативно социалистическо обединение, от което по-късно възниква т.нар. Алтернативна социалистическа партия, преименувана по-късно на Алтернативна социаллиберална партия.
- 3 януари – Клубът за подкрепа на гласността и преустройството изнася декларация, с която подкрепя решението от 29 декември 1989 г.
- 4 януари – Клубът приканва всички подобни клубове и организации от цялата страна да се обединят в една Национална федерация, чиято цел е да съдейства за прехода от тоталитаризъм към демокрация. А политическата основа на федерацията да бъдат общодемократичните ценности.
- 5 януари – Публикувани са тезисите от ХІV конгрес на БКП, те признават, че режимът отдавна не е в хармония с народната воля и интереси.
- 19 януари – На събрание на Клуба се взема решение да се създаде Федерация на клубовете за гласност и демокрация.
- 20 януари – Основава се Федерацията на клубовете за гласност и демокрация (ФКГД). Избрано е временното оперативно ръководство. Председател е Петко Симеонов, говорител – Георги Друмев, а представители на Кръглата маса – Петко Симеонов, Ивайло Трифонов, Димитър Луджев. На учредителното събрание се приемат основните принципи за платформа и Устав на Федерацията.
- 17 февруари – Провежда се последното заседание на Управителния съвет на Клуба. Противоречията относно организационното и политическо състояние на Клуба се изострят: дискусионен клуб или политическа организация, да останат в СДС, или да го напуснат и др. След създаването на Федерацията, Управителният съвет става безсилен и безпредметен по отношение на въпросите за оставането в СДС и поведението на представителите на клубовете на Кръглата маса. Дни след заседанието Клубът се разединява.
- 2 март – Събрание на първия Клуб за гласност и демокрация (бивш Клуб за подкрепа на гласността и преустройството), член на Федерацията, член-съосновател на СДС. Въпросът е в СДС, или вън от СДС. Радой Ралин, Чавдар Кюранов, Борис Спасов защитават тезата за възстановяване на Клуба в първоначалния замисъл като необвързан политически и дискусионен.
- 3 март – Събрание на Федерацията на клубовете за гласност и демокрация, където се приемат Уставът и програмата на ФКГД и се избира Оперативно бюро. Продължават атаките срещу влизането на Клуба в СДС, което се приема като организация на хора с различни убеждения и партийна принадлежност, но желаещи многопартийна демокрация и решителни реформи. Позицията на председателя на Федерацията Петко Симеонов е, че Федерацията е член на СДС и ако отделен клуб не желае това, то той е свободен да напусне Федерацията. Несъгласните със създаването на Федерацията и включването на Клуба в СДС обявяват, че възстановяват Клуба за подкрепа на гласността и преустройството.
- 26 март – Софийският клуб за гласност и демокрация организира среща в Съюза на писателите с Адам Михник.
- 19 април – След решение на съда, Федерацията е регистрирана по закона за политическите партии.
- 3 май – Софийският клуб изготвя предложение на кандидатите за народни представители.
- 8 май – Тази част от Клуба, която не влиза в СДС, има среща с Асен Хаджиолов – министър на науката и висшето образование. Тезата им е да не се зачеркват постиженията на науката от последните 45 години.
- 2 юни – От Федерацията е организиран автопоход за Ботевите тържества във Враца.
- 10 юни – Провежда се първи тур на изборите за Велико народно събрание (ВНС).
- 17 юни – Провежда се втори тур от изборите за ВНС. Федерацията формира своя парламентарна група в състава на Парламентарния съюз на демократичните сили (ПСДС).
- Юли – Създава се седмичен вестник „Демократична седмица“, това е вестникът на Федерацията. Главен редактор и издател е Христо Алексиев.
- 6 юли – Петър Младенов подава оставка.
- 1 август – Желю Желев е избран за президент от ВНС. Неговият конкурент е Чавдар Кюранов от БСП и член на първия Клуб.
- 31 август – ВНС приема Закон за изменение и допълнение на Закона за народните съвети. Установява се, че до провеждането на избори за местна власт се създават Временни областни и общински изпълнителни комитети. В Закона изрично се посочва, че нито една политическа сила не може да има мнозинство във Временните комитети и управи.
- Септември – Създаден е Съюзът на експертите към ФКГД.
- 19 септември – ВНС избира Андрей Луканов за министър-председател.
- 2 октомври – ФКГД приема нова либерална платформа.
- 5 ноември – На брифинг СДС обявява, че е готов да поеме отговорността за управлението на страната, като в правителството могат да участват и представители на БСП.
- 12 ноември – Оперативното бюро взема решение за откриване на банкова сметка на Федерацията.
- 18 ноември – В София се провежда митинг на СДС с искане оставката на Луканов.
- 19 ноември – КТ „Подкрепа“ обявява стачна готовност с искане за оставката на правителството. Обявява, че при неизпълнение на искането от 26 ноември ще има ефективна обща политическа стачка. Стачката е подкрепена и от СДС.
- 23 ноември – Парламентът чрез тайно гласуване дава вот на доверие на министър-председателя Луканов.
- 26 ноември – От 6 часа сутринта, започва обща политическа стачка в цялата страна, обявена от КТ „Подкрепа“.
- 29 ноември – Андрей Луканов подава оставка.
- 11 декември – Новият председател на КС на СДС е Филип Димитров. Той е предложен от Зелената партия.
- 19 декември – Димитър Попов обявява новия кабинет. Федерацията участва с двама министри: Димитър Луджев и Георги Фотев.
- От 12 до 31 декември – Провеждат се редица заседания на Оперативното бюро и парламентарната група на Федерацията. Обсъжда се политическото споразумение, което става основа на правителството на Попов. Постоянна тема е участието в правителството.
- От 17 декември 1990 до 7 януари 1991 – Оперативното бюро взима решение Федерацията да регистрира своя фирма, чиито директор е Красимир Кацаров.

## Промените за Клуба през 1991 година
- 4 януари – Политическите сили подписват Споразумение за гарантиране на мирния преход към демократично общество.[3]
- 10 януари – За съпредседатели на ПСДС са избрани Петър Дертлиев и Стоян Ганев. Говорител е Александър Йорданов, секретар – Стефан Гайтанджиев.
- 14 януари – Федерацията излиза с декларация в защита на независимостта на Литва, а СДС провежда протестен митинг срещу действията на съветски военни части в страната.
- 21 януари – ПСДС заявява, че ще напуснат парламентарната комисия по външна политика, ако се избере Андрей Луканов за неин председател. Оперативното бюро на Федерацията препоръчва на клубовете да инициират създаването на местни комисии за получаване и разпределение на чуждестранната хуманитарна помощ за България.
- 24 януари – Андрей Луканов е избран за председател на Комисията по външна политика. Заради този избор СДС, БЗНС и ДПС напускат комисията.
- 28 януари – Брифинг на СДС, където се констатира, че политическото споразумение се нарушава. Според СДС парламентарните избори през май са най-важната част от политическото споразумение.
- 2 февруари – На съвещание на Националния консултативен съвет на СДС се приема декларация с искане изборите да се проведат до края на месец май.
- 22 февруари – ВНС приема Закона за собствеността и ползването на земеделските земи.
- 25 февруари – Военната част на Варшавския договор се премахва.
- Края на февруари – Зелената партия приема становище, че общинските избори трябва да се проведат съгласно Споразумението от 4 януари, а парламентарните – според ситуацията.
- 20 март – Политическите сили, представени във ВНС се срещат в президентството.
- 21 март – Вицепремиерът Луджев прави изявление по радиото, че изборите се насрочват за есента.
- 13 април – На заседание на Съвета на Федерацията се вземат важни решения: нова платформа, призоваваща да се създадат клубове на СДС в цялата страна и Клубовете – членове на Федерацията да подкрепят СДС на предстоящите избори. Във Федерацията членуват вече над 4000 души. В същото време има агитация против СДС.
- 18 май – Национална конференция на Федерацията с тема „За смяна на обществено-политическата система“
- 19 май – Провежда се национално съвещание на СДС, което прави опит за премахване на „коалицията СДС“ и създаване на „национално движение СДС“, в което членството е индивидуално. След конференцията се прави заседание на несъгласните със „СДС-движение“. Това са БСДП (Петър Дертлиев), Екогласност (Стефан Гайтанджиев, Георги Аврамов), БЗНС „Никола Петков“ (Милан Дренчев, Любен Божинов), Клуб на репресираните (Димитър Баталов), Федерацията на Клубовете за демокрация (Петко Симеонов), Федерацията на независимите студентски дружества, Зелената партия (Александър Каракачанов). В крайна сметка се препотвърждава коалиционният характер на СДС.
- 27 май – Оперативното бюро обсъжда предстоящи разговори със Зелената партия и Екогласност. Изразява се готовност да се проведат консултации с всички останали партии, изградени върху либерална платформа.
- 29 май – Националният консултативен съвет решава да изключи от СДС всички, които са подписали новата конституция, и така да премахне коалиционния характер на съюза.
- 5 юни – Разисква се темата за „СДС – либерална платформа“. В нея се включват Зелената партия, Политическият клуб „Екогласност“ и ФКД.
- 20 – 21 юни – Първа национална конференция на ФКД в Банкя. Конференцията има за цел да подпише ново актуализирано политическо споразумение между партиите и организациите в СДС.
- 9 юли – Подписва се ново предизборно споразумение между партиите и организациите, членове на СДС, с което се запазва коалицията. Учреден е и Софийски клуб за либерална демокрация.
- Средата на юли – Ръководството на Федерацията формира СДС-либерали и разпространява Обръщение към българския народ.[4]

Част от клубовете напускат Федерацията и остават в СДС-национално движение.
- 29 юли – Националният консултативен съвет на СДС решава да изключи ФКД от СДС. Провежда се и кампания за разцепление на Федерацията.
- Началото на август – Неприкрита атака срещу президента Желю Желев. Федерацията застава на негова страна.
- 1 август – Клубовете, които остават във Федерацията след изключването ѝ от СДС, са 86.
- 3 август – Продължава първата конференция на ФКД, започнала в Банкя и продължила в Шумен. Прието е Становище за годишнината от Руско-турската война (1877-1878), писмо до антикомунистическите демократични политически организации и други документи, представящи идеите на либералната демокрация, които ФКД приема.
- Средата на август – Разцеплението в СДС е голямо. Започва структурирането на СДС-либерали. От съда излиза решение, с което Федерацията на клубовете за гласност и демокрация се превръща във Федерация на клубовете за демокрация.
- От края на август до края на октомври – Дейността на Федерацията на клубовете за демокрация се съсредоточава в СДС-либерали.
- 3 ноември – В Казанлък, на заседание на Федеративния съвет се решава Федерацията на клубавете за демокрация да стане либерална партия. Приема се Устав, ръководни органи и състав от 37 души и промяна на наименованието: „Партия либерали“. Решението става юридически факт на 26.03.1992 г.